# 钱志熙
钱志熙（1960年1月26日—），文学博士，北京大学中文系教授、长江学者特聘教授，主要从事古代文学、唐代诗歌和魏晋南北朝诗歌研究。

## 生平
钱志熙先后就读于杭州大学中文系、北京大学中文系。现为北京大学中文系教授。

## 社会兼职
- 中国李白研究会副会长
- 刘禹锡研究会副会长
- 中国唐代文学学会常务理事
- 中国文选学会常务理事
- 中华诗词学会副会长兼学术部主任
- 《国学研究》编委

## 专著
著作有《唐诗近体源流》、《温州文史论丛》、《陶渊明传》、《中国诗歌通史·魏晋南北朝卷》、《宋诗一百首》、《汉魏乐府艺术研究》、《乐清钱氏文献丛编》、《汉魏乐府的音乐与诗》、《魏晋南北朝诗歌史述》、《黄庭坚诗学体系研究》、《唐前生命观和文学生命主题》、《魏晋诗歌艺术原论》等。